# Le Regard libre
Le Regard libre est un média suisse romand  fondé en 2014 à Sion avec une ligne « orientée vers la réflexion ». D'abord publié en ligne, il est diffusé en version papier mensuelle depuis 2015 et en kiosque depuis 2021.
L'équipe interne du mensuel compte une dizaine de personnes, toutes bénévoles,. En 2024, son lectorat est de 20 000 personnes par mois sur le Net.

## Histoire
Le média est fondé en 2014 à Sion, dans le canton du Valais, par Jonas Follonier, alors encore au collège, et devenu par la suite également correspondant au Palais fédéral pour L'Agefi, et deux de ses camarades du lycée-collège des Creusets, ainsi que Nicolas Jutzet, vice-président des Jeunes libéraux-radicaux suisses de 2019 à 2021.
Paraissant sous forme de magazine papier mensuel depuis 2015, année à partir de laquelle il est rédigé et publié à Neuchâtel, le mensuel est distribué en kiosque depuis septembre 2021 notamment grâce au soutien de la Fondation Aventinus.
Depuis le 1er février 2022, chaque édition papier propose « un grand dossier autour d’un sujet principal traité sous divers angles : culturel, politique, géostratégique, philosophique, artistique, etc. ».
L'équipe interne se compose d’une dizaine de jeunes collaborateurs bénévoles. Selon un article de 24 heures publié le 17 octobre 2024, Le Regard libre séduit « 20 000 lecteurs mensuels sur internet ».

## Ligne éditoriale
Sur son site internet, Le Regard libre se présente comme un « un média de réflexion, qui ne souhaite pas tant informer son lectorat que lui donner matière à penser », comme l'indique également le sous-titre de la revue « Pour la culture et le débat d'idées » apparu en 2017 et disparu en 2021 au profit de « Plus de réflexion sur l'information », puis « Premier mensuel suisse de débat » en janvier 2024. Les échanges d'opinions y sont très présents. Dans une tribune parue dans Le Temps en 2024, le rédacteur en chef du Regard libre présente le mensuel comme « libéral et conservateur » et s'inscrivant dans l'héritage des Lumières.
Selon Laurent Gayard, chroniqueur à la Revue des Deux Mondes, Le Regard libre « défend un libéralisme intellectuel placé sous le signe du pluralisme et orienté avant tout vers le débat d’idées. Un libéralisme – et ce n’est plus si courant dans l’espace francophone – qui semble revendiquer une filiation somme toute assez tocquevillienne ». D'après l'hebdomadaire suisse Le Confédéré, « Le Regard Libre entretient le mot d'ordre de son sous-titre "Pour la culture et le débat d'idées" : proposer de riches pages culturelles sans concession et lancer le débat intellectuel. Généraliste et pluraliste, la ligne éditoriale de la revue se veut complémentaire aux approches traditionnelles des médias, en misant sur une plus-value importante : celle de la réflexion. » Le même article relaie une citation de  Pascal Couchepin, décrit comme un « soutien de la première heure » : « Le Regard Libre, comme son nom l'indique, pense en dehors des dogmes et, par là même, défend l'idée de liberté de pensée et compte dans le paysage politique et intellectuel. » L'ancien président de la Confédération tient d'ailleurs depuis septembre 2019 une chronique dans les colonnes du Regard Libre ayant pour titre « La lecture de Pascal Couchepin ».
Dans une analyse parue en 2022, Le Courrier avance que « les numéros thématiques privilégient des interlocuteurs très ancrés à droite ».

## Distinctions
- 2016 : prix d'encouragement à la jeunesse de la ville de Sion[9], pour la qualité des analyses journalistiques produites par la rédaction composée d'étudiants[25]

- 2021 : médaille d'argent de l'académie Arts-Sciences-Lettres de Paris décernée le 13 novembre 2021 au fondateur et rédacteur en chef de la revue Jonas Follonier pour son engagement culturel et journalistique, en particulier pour la création de Regard libre[26].